# Zentralhaus für Kulturarbeit der DDR
Das Zentralhaus für Kulturarbeit der DDR (ZFK) war eine Einrichtung in Leipzig zur Förderung der Laienkunst und Brauchtumspflege in der Deutschen Demokratischen Republik.

## Geschichte
Das Zentralhaus für Kulturarbeit – hervorgegangen aus der 1949 etablierten „Zentralstelle für Volkskunst“ – wurde am 1. Februar 1952 in Leipzig als „Zentralhaus für Laienkunst“ gegründet und 1954 zunächst in „Zentralhaus für Volkskunst“ umbenannt, 1962 schließlich in Zentralhaus für Kulturarbeit der DDR. Es war dem Ministerium für Kultur unterstellt. Seine Aufgabe bestand darin, Konzepte für die Entwicklung der Volkskunst sowie für die Klubarbeit in der DDR zu erstellen. Gemeinsam mit den untergeordneten Kreis- und Bezirkskabinetten war es für die kulturelle Breiten- und Jugendarbeit zuständig. 
Die hier entstandenen Konzepte bedienten alle Kunstsparten. Dem Zentralhaus oblag die fachmethodische Arbeit und Anleitung der Zentralen Arbeitsgemeinschaften des künstlerischen Volksschaffens, der Klubs und Kulturhäuser. Außerdem war es verantwortlich für die Organisation und Durchführung zentraler Wettbewerbe und Ausstellungen sowie Aus- und Weiterbildungsveranstaltungen und für die Auslandsarbeit. Unter der Federführung des Zentralhauses für Kulturarbeit entstanden unter anderem Festspiele der Volkskunst und Feste des Deutschen Volkstanzes. Letztere jährlich stattfindende Veranstaltung wurde mehrfach umbenannt und hieß ab 1970 Tanzfest der DDR. Im Rahmen der Förderung und Pflege des künstlerischen Volksschaffens unterhielt die Institution ein Institut für Volkskunstforschung, eine Leitstelle für Information und Dokumentation des künstlerischen Volksschaffens in der DDR, eine Zentrale Volkskunstschule sowie weitere Institutionen, Arbeitsgemeinschaften und Archive. 
Zu den Arbeitsgemeinschaften zählten unter anderem: Amateurfilm, Amateurpuppentheater, Bildnerisches Volksschaffen, Blasmusik, Bühnentanz, Chor, Diskothek, Kabarett, Laientheater, Schreibende Arbeiter, Sinfonik, Tanzmusik, Turniertanz, Zauberkunst. 
Zum Ende der DDR hin wurde am 31. März 1990 auch das Zentralhaus für Kulturarbeit der DDR aufgelöst.

## Publikationen
Der zugehörige Eigenverlag gab zu all diesen Bereichen Bücher, Broschüren und Zeitschriften heraus, u. a. die Zeitschrift für Zirkel und Arbeitsgemeinschaften der Bildenden und Angewandten Kunst Bildnerisches Volksschaffen. 
Darüber hinaus erschien dort unter anderem ab 1980 eine Schriftenreihe mit agitatorischen Werkauszügen, Proasatexten, Lyrikbeispielen und Liedern namens Kunst ist Waffe. Die Reihe war gewissermaßen die erweiterte Fortführung der 1956 begonnenen Faltblattserie Der Funke. Flugblatt für künstlerische Agitationsbrigaden. Im Friedrich Hofmeister Musikverlag war bereits 1952 ein Mitteilungsblatt namens Volkskunst. Monatsschrift für das künstlerische Laienschaffen aufgelegt worden. Die Zeitschrift sollte alle Bereiche der Volkskunst abdecken – als Orientierungshilfe für sich eigenschöpferisch betätigende Bevölkerungskreise. 
Im Januar 1956 setzte mit der Zeitschrift Wort und Spiel (für Dramatische Zirkel, Kabarett, Puppenspiel und künstlerisches Wort) die Zersplitterung ein, die eine Reihe von auf die einzelnen Bereiche abzielenden Fachausgaben hervorbrachte, darunter beispielsweise Volksmusik. Zeitschrift für das musikalische Laienschaffen (von 1956 bis 1989, ab 1971 u.d.T. Musik-Forum. Zeitschrift für alle Gebiete des musikalischen Volksschaffens), Ich schreibe. Zeitschrift für die Bewegung schreibender Arbeiter (1960 bis 1989), oder Kultur und Freizeit: Zeitschrift für Theorie und Praxis des geistig-kulturellen Lebens (1973 bis 1989).
Ebenso konnten Liedblätter beim „Zentralvertrieb für Volkskunstmaterial“, dem ehemaligen Kommissionsgeschäft des Hofmeister-Verlags, der als volkseigen vom Zentralhaus geführt wurde, im festen Abonnement bezogen werden.

## Zitate
„Die Volkskunst ist von großer nationaler Bedeutung. In ihr offenbaren sich die millionenfachen schöpferischen Kräfte unseres Volkes. Sie ist ein unzerreißbares Band der nationalen Kultur unseres Landes und trägt dazu bei, die Widerstandskraft unserer Menschen gegen die amerikanische Okkupation zu stärken. […] Für unseren Kampf um demokratische Einheit unseres Vaterlandes und gegen die schädlichen Einflüsse der amerikanischen Boogie-Woogie-Kultur ist das Studium, die kritische Aneignung der künstlerischen Volkstraditionen und ihre Auswertung für die Arbeit unserer Volkskunstgruppen sehr bedeutungsvoll. Das Zentralhaus für Laienkunst war deshalb von Beginn seiner Tätigkeit an bestrebt, die wissenschaftliche Erforschung und Verwertung der nationalen Traditionen des Volkslebens in Lied – Dichtung – Musik, Sitten und Gebräuchen tatkräftig zu unterstützen. […] Die Kunst ist ein wichtiges Erziehungsmittel zum sozialistischen Bewußtsein.“

„Hauptaufgaben des Z. sind: die politisch-künstlerische Entwicklungslinie des künstlerischen Volksschaffens mit all seinen Gebieten auszuarbeiten sowie den Entwicklungsstand und die Entwicklungstendenzen künstlerischen Volksschaffens einzuschätzen; die besten Methoden zur Erhöhung des politischen und künstlerischen Niveaus und der gesellschaftlichen Wirksamkeit des künstlerischen Volksschaffens, zur Entwicklung und Befriedigung von Bedürfnissen nach künstlerischer Betätigung und zur Entwicklung und Gestaltung des Klublebens zu studieren und neue Methoden zu entwickeln […].“

## Direktoren
- 1952–1955: Werner Kühn
- 1955–1957: Horst Nendel
- 1957–1960: Fritz Pötzsch
- 1960–1963: Rudolf Raupach
- 1963–1965: Wolfgang Gruber
- 1966–1990: Jürgen Morgenstern

## Auszeichnungen
- Vaterländischer Verdienstorden in Silber
- 1965: Preis für künstlerisches Volksschaffen
- Artur-Becker-Medaille der Freien Deutschen Jugend